# Berliet VIRP2 Dauphine 39
1939 erschien als Nachfolger des Super Dauphine als einziges neues Pkw-Modell der Berliet Dauphine 39, werksintern „Berliet VIRP-2“ genannt.

## Geschichte
Der Prototyp war im Laufe des Jahres 1938 entwickelt worden, erhielt seine allgemeine Betriebserlaubnis zum 1. Oktober 1938 und wurde am Pariser Autosalon 1938 vorgestellt.
Er hatte im Prinzip die Karosserie des Peugeot 402B, die in dem nur 300 km entfernten Sochaux produziert wurde. Allerdings war der Vorderwagen  nach dem Geschmack von Berliet geändert: Während der Peugeot 402 eine vom Chrysler Airflow entlehnte stromlinienförmige Karosserie hatte, war die Schnauze des Berliet Dauphine 39 breit und mächtig, der Kühlergrill mit 16 waagerechten Chromleisten verkleidet, wie es in den USA damals Mode war (z. B. Chevrolet Master Deluxe 1939): Daran konnte jeder den Berliet vom Peugeot unterscheiden. Damit dies auch von hinten möglich war, stand am hinteren rechten Kotflügel in Chrom „Berliet“. Technisch wurden Fahrwerk und Motor komplett vom 11CV-Super-Dauphine übernommen, lediglich wegen der längeren Karosserie der Radstand auf 3,20 m verlängert.
Ab etwa März 1939 wurde der Dauphine 39 mit durchschnittlich etwa 30 Stück im Monat gebaut, sodass in den sechs Monaten bis Ende August 1939 knapp 200 Stück entstanden sein dürften. Im September 1939 brach der Zweite Weltkrieg aus, und bei Berliet wurde jegliche Pkw-Produktion zugunsten von Lkw sofort eingestellt. Einige Dauphine 39, in Tarnfarbe lackiert, übernahm die französische Armee. 
Als im Juni 1940 die deutsche Wehrmacht Lyon besetzte, fand sie angeblich etwa 20 fahrbereite Berliet Dauphine 39 vor, die sie beschlagnahmte: Photographische Belege hierzu finden sich allerdings nicht.
Nachdem im Herbst 1944 die US-Armee in Lyon einrückte, sollen bis Frühjahr 1945 noch einige Berliet Dauphine 39 aus vorhandenen Teilen zusammengebaut und in den Farben schwarz und blau ausgeliefert worden sein. Damit endete definitiv die Pkw-Produktion bei Berliet, ab jetzt gab es nur noch Nutzfahrzeuge.

### Mit Holzgas-Motor
In den Firmenunterlagen von Berliet ist noch ein Berliet VIRP2G erwähnt, der seine allgemeine Betriebserlaubnis am 7. April 1944 erhielt. Es dürfte sich hierbei um eine Holzgas-Variante des Dauphine 39 gehandelt haben, die jedoch offenbar nicht in Serie ging. Der wassergekühlte Vierzylinder-Motor (Bezeichnung: MKM3G) hatte die gleichen Zylindermaße wie der benzingetriebene MKM3, war jedoch mit nur 8 Steuer-CV eingestuft. Die bei 3000/min abgegebene Höchstleistung ist nicht genannt, dürfte jedoch bei etwa 30 bis 35 PS gelegen haben. Der Holzvergaser mit seinen Zusatzapparaturen erhöhte das Chassis-Gewicht um 270 kg.

### Originalquellen
Eine Publikation, in der alle vor 1945 gebauten Berliet-Typen individuell abgehandelt wären, gibt es nicht. Neben der unten erwähnten Literatur wurde auf die folgende in der Fondation Berliet verwahrte Originalunterlagen zurückgegriffen:
- „Fiches des Mines“: Es sind die Werksunterlagen zur Erteilung einer allgemeinen Betriebserlaubnis, hierfür ist in Frankreich der „Inspecteur des mines“ sachlich zuständig. Diese Unterlagen sind im Berliet-Archiv chronologisch geordnet und nummeriert. Nicht zu jedem Typ bzw. Variante gibt es entsprechende Unterlagen, teils, weil sie wohl als Untervarianten eines anderen Typs verstanden wurden, für den eine gesonderte Erlaubnis nicht erforderlich war, teils wohl, weil diese Unterlagen im Laufe der letzten 100 Jahre verlorengegangen sind. Bei Militärtypen gibt es Hinweise, dass eine Betriebserlaubnis direkt durch militärische Dienststellen erfolgte, was entsprechende „fiches des mines“ überflüssig machte. Die Quellenbezeichnung lautet: „Fiches No....“
- „Etat des véhicules utilitaires et autobus declares aux mines depuis 1920“, eine 15-seitige Zusammenstellung vom 1. Dezember 1941, enthält insbesondere die reservierten Chassisnummernbänder, die jedoch vielfach nicht vollständig ausgeschöpft wurden, einige Typen bzw. Varianten werden nicht erwähnt, Quellenbezeichnung lautet: „Etat S...“
- „Nombre de véhicules construits de 1930 à 1942“, siebenseitige Zusammenstellung der zwischen 1930 und 1942 gebauten Stückzahlen an Nutzfahrzeugen, erstellt wohl 1943, erste Seite teilweise irreparabel verderbt, teilweise werden mehrere Typen bzw. Varianten zusammengefasst, Quellenbezeichnung lautet: „Nombre S...“

### Sonstige Quellen
- René Bellu, Toutes les voitures Françaises 1939, Lausanne 1982, ISBN 2-88001-145-0, zit. als „Bellu 1939“
- René Bellu, Toutes les voitures Françaises 1940–46, Automobilia Hors-Serie No.26, Paris 2003, zit. als „Bellu 1940–46“
- Monique Chapelle: Berliet. 1. Auflage. EMCE, Saint-Chamond 2016, ISBN 978-2-35740-049-8.